# آزمون دنباله هفتایی
دنباله هفتایی (به انگلیسی: Serial sevens) یک تست بالینی است که برای بررسی عملکرد ذهنی و کمک به ارزیابی وضعیت روانی پس از آسیب احتمالی سر یا در موارد مشکوک به زوال عقل استفاده می‌شود. این آزمون از سال ۱۹۴۴ به صورت مجزا انجام می‌گرفت اما امروزه به عنوان بخشی از آزمون کوتاه وضعیت ذهنی در نظر گرفته شده است. آزمون دنباله هفتایی همچنین برای تعیین زمانی که بیمار تحت القای بیهوشی، بیهوش می‌شود (برای مثال قبل از جراحی) نیز مورد استفاده قرار می‌گیرد.
ناتوانی در انجام آزمون دنباله هفتایی به خودی خود تشخیصی برای هیچ اختلال یا نقص خاصی نیست، اما عموماً به عنوان یک آزمون سریع و آسان تمرکز و حافظه در هر موقعیتی که پزشکان احتمال وجود اختلال در عملکردهای شناختی می‌دهند، استفاده می‌شود. در آزمون دنباله هفتایی فرد شرکت کننده باید از ۱۰۰ به صورت کاهشی ۷ عدد کم کند و عدد به دست آمده را بیان کند. محاسبات به صورت ۱۴ تفریق است، و اعداد زیر را شامل می‌شود: ۹۳-۸۶-۷۹-۷۲-۶۵-۵۸-۵۱-۴۴-۳۷-۳۰-۲۳-۱۶-۹-۲.
تست‌های مشابه دیگری نیز مانند دنباله سه‌تایی (در آن شمارش معکوس به صورت سه‌تایی انجام می‌شود) و معکوس خوانی (ماه‌های سال را به ترتیب معکوس می‌خوانند یا املای یک کلمه را برعکس می‌نویسند) نیز وجود دارند.
مطالعه ای بر روی شرکت کنندگان دبیرستانی که مبتلا به اختلال خاصی نبودند، نشان داد که تست دنباله هفتایی در هنگام رخ داد ضربه مغزی مناسب نیست زیرا فاقد حساسیت کافی بوده و تصور می‌شد معکوس خوانی معیار مؤثرتری باشد، زیرا میزان قبولی برای شرکت کنندگان آسیب ندیده بالاتر است.
شمارهٔ تست دنباله هفتایی موتیفی تکرارشونده، در نمایشنامه سارا کین ۴٫۴۸ است.